# Буск, Якоб
Якоб Буск Йенсен (дат. Jakob Busk Jensen; 12 сентября 1993, Копенгаген) — датский футболист, вратарь клуба «Норшелланн».

## Клубная карьера
Якоб Буск родился в столице Дании — городе Копенгаген и является воспитанником местного одноименного клуба. В мае 2013 года Буск дебютировал в составе первой команды в матчах датской Суперлиги. Но закрепиться в основе вратарь не сумел, сыграв всего четыре матча и в 2014 году отбыл в аренду в другой датский клуб — «Хорсенс».
В 2015 Буск также провел в аренде, играя в клубе норвежской Типпелиги «Саннефьорд». Арендный договор с норвежским клубом закончился в конце 2015 года.
В январе 2016 года Букс подписал полноценный контракт с клубом немецкой Второй Бундеслиги «Унион». Через несколько лет с командой сумел повыситься до Бундеслиги.

## Карьера в сборной
Буск с 2011 года играл за юношеские сборные Дании разных возрастов. С 2013 по 2015 он был игроком молодежной сборной Дании.